# Governo Netanyahu II
Il Governo Netanyahu II è stato il 32º governo di Israele, il secondo sotto la guida di Benjamin Netanyahu.
È stato il più grande governo nella storia del paese, con 30 ministri e 9 viceministri.

## Situazione parlamentare
La prima legenda, rappresenta la situazione parlamentare, al momento del giuramento del nuovo governo fino al 17 Gennaio 2011. Mentre la seconda quella dal 17 Gennaio 2011 al 08 Maggio 2012 e poi nuovamente dal 17 luglio 2012 alla scadenza naturale della legislatura,mentre la terza raffigura la situazione parlamentare dell'esecutivo dopo l'entrata in maggioranza del partito di opposizione Kadima dal 8 maggio 2012 al 17 luglio 2012 quando poi torna all'opposizione.
| Camera  | Collocazione          | Partiti | Seggi    |
| ------- | --------------------- | --- | -------- |
| Knesset | Maggioranza/App. est. | Likud (27), Israel Beytenu (15), Partito Laburista Israeliano (13), Shas (11), Ebraismo della Torah Unito (5), La Casa Ebraica (3), | 78 / 120 |
| Knesset | Opposizione           | Kadima(28),Lista Araba Unita - Ta'al (4), Hadash (4), Meretz - Yachad (3), Assemblea Nazionale Democratica (3)                      | 42 / 120 |

| Camera  | Collocazione          | Partiti | Seggi    |
| ------- | --------------------- | --- | -------- |
| Knesset | Maggioranza/App. est. | Likud (27),Israel Beytenu (15), Shas (11),Ebraismo della Torah Unito (5),La Casa Ebraica (3),Indipendenti (5)                               | 70 / 120 |
| Knesset | Opposizione           | Kadima(28), Partito Laburista Israeliano (8),Lista Araba Unita - Ta'al (4),Hadash (4),Meretz-Yachad (3),Assemblea Nazionale Democratica (3) | 50 / 120 |

| Camera  | Collocazione          | Partiti | Seggi    |
| ------- | --------------------- | --- | -------- |
| Knesset | Maggioranza/App. est. | Kadima(28), Likud (27),Israel Beytenu (15), Shas (11),Ebraismo della Torah Unito (5),La Casa Ebraica (3),Indipendenti (5)       | 98 / 120 |
| Knesset | Opposizione           | Partito Laburista Israeliano (8),Lista Araba Unita - Ta'al (4),Hadash (4),Meretz-Yachad (3),Assemblea Nazionale Democratica (3) | 22 / 120 |